# 緑区 (千葉市)
緑区（みどりく）は、千葉県千葉市を構成する行政区の一つ。おゆみ野・あすみが丘を中心に自然と調和した街並みを基調としたニュータウン開発が進んでいる。

## 概要

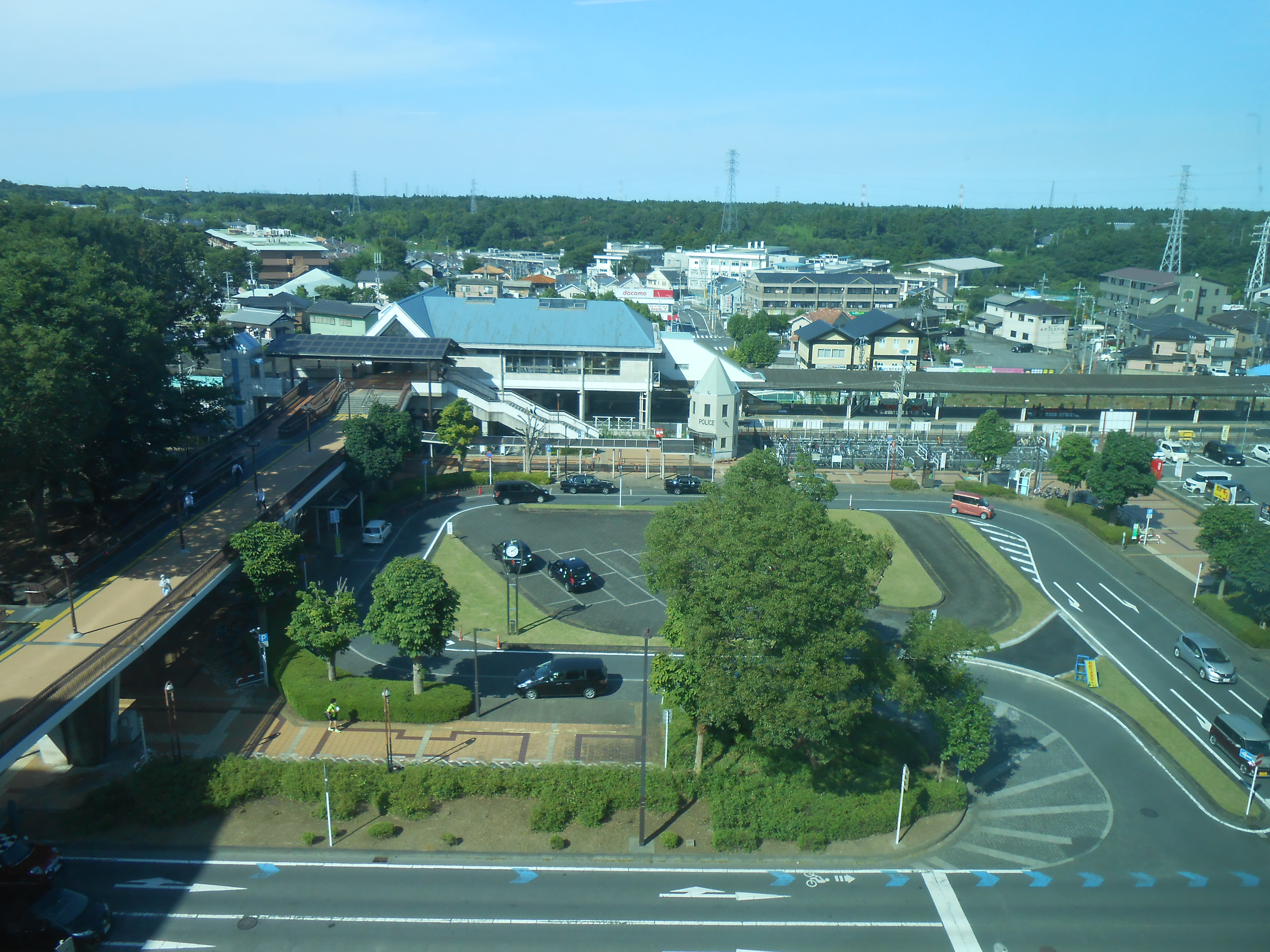
鎌取駅（南口）

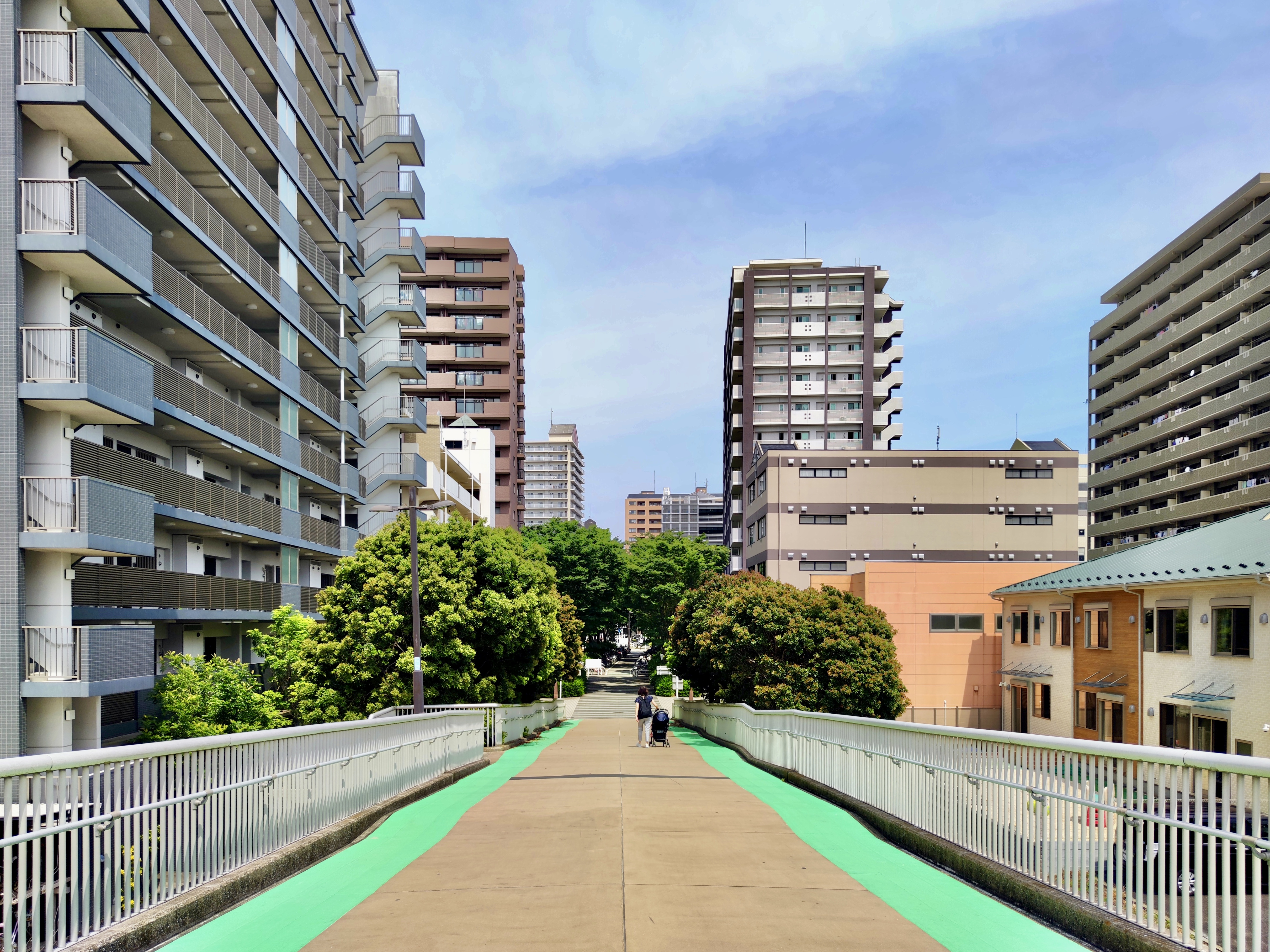
おゆみ野・鎌取駅周辺の街並み

千葉市都市計画マスタープランによると、鎌取駅周辺を重要地域拠点（副都心機能）、土気駅・誉田駅周辺を地域拠点（生活拠点）としている。
1992年（平成4年）4月1日、千葉市が政令指定都市となったことにより誕生した。区内各所では宅地造成が進み、人口が増加している。鎌取駅・学園前駅・おゆみ野駅を中心とするおゆみ野、土気駅を中心とするあすみが丘はその代表的なニュータウン地区である。また大東建託が発表している、街の住み心地ランキングでは千葉県内の自治体部門 、緑区（19年度3位、20年度4位）に、駅部門では、鎌取駅（19年度4位、20年度4位）、土気駅（19年度10位、20年度16位）、（おゆみ野駅（20年度23位）となっている。

## 地理
区内は東の内陸部ほど標高が高くなり、土気地区は標高が100メートル前後ある。
気候は区全体が内陸に位置する事と自然や緑が豊富な事からヒートアイランドの影響が小さく中央区の千葉港にある観測所とは気温が大きく異なる。冬は氷点下の冷え込みも多く、夏は日中は暑くなるが夜間は熱帯夜となることが少なく朝晩は過ごしやすい。
- 一級河川：鹿島川（利根川水系）
- 二級河川：都川・支川都川（都川水系）、村田川（村田川水系）

### 隣接する自治体・行政区
- 千葉市の区
  - 中央区、若葉区
- 他の市町村
  - 東金市、市原市、茂原市、大網白里市

## 歴史

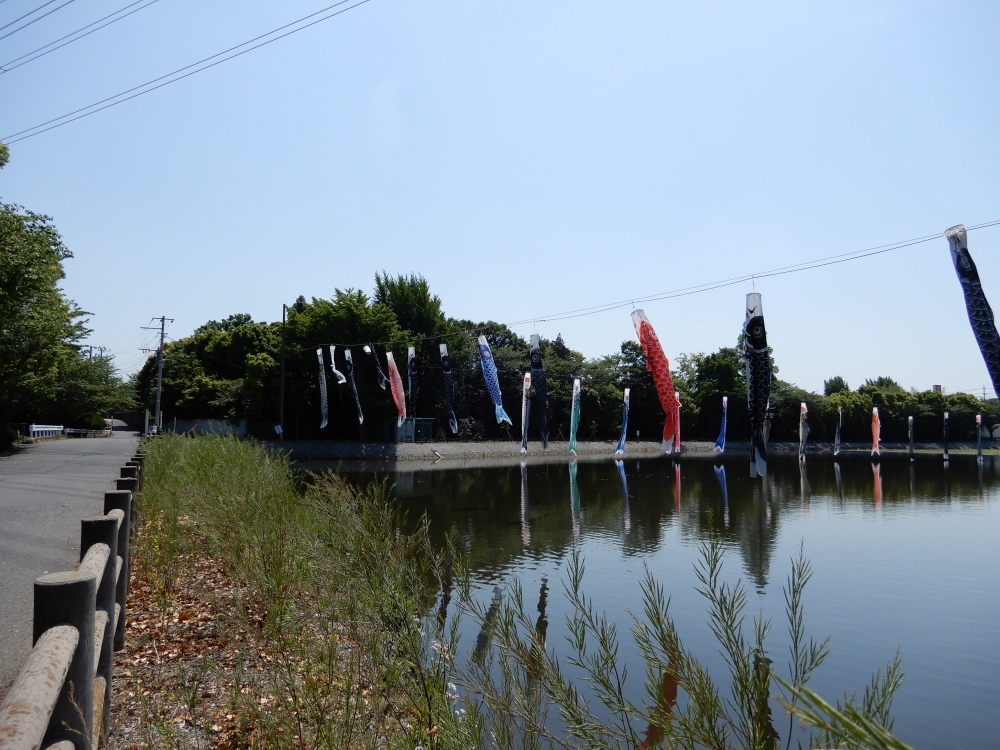
生実城本城・生実陣屋跡

江戸時代を通じて、千葉市唯一の藩である生実藩の森川重俊（森川氏）の生実陣屋が置かれた（中央区生実町に跨る）。
千葉市のうち、旧千葉郡誉田村・椎名村と山武郡土気町に、千葉郡生浜町のうちおゆみ野に属する部分を加えた区域から成る。外房線・大網街道を中心とした地域である。
区名は区域を代表する地名がないことから、公募に寄せられた案の中から決定した。「有吉区」（旧生浜町）への支持も高かった。
- 1889年（明治22年）4月1日 - 町村制の施行により区域内に以下の町村が発足する（現存しない地名は〈　〉で現在の地名を記した）。
  - 千葉郡 生実浜野村 ←有吉村、○北生実村、○南生実村、●浜野村、●村田村（○は大部分、●は全域が現中央区）
  - 千葉郡 椎名村 ←茂呂村、中西村、落井村、富岡村、小金沢村、大金沢村、刈田村、椎名崎村、古市場村
  - 千葉郡 誉田村 ←野田村〈誉田町〉、遍田村〈辺田町〉、平山村、平川村、高田村、東山科村
  - 山辺郡 土気本郷町 ←土気町、大椎村、大木戸村、小山村、越智村、高津戸村、上大和田村、下大和田村、小食土村、板倉村（一部は現市原市）
- 1897年（明治29年）4月1日 - 山辺郡が武射郡が合併して山武郡が発足。土気本郷町が同郡の所属となる。
- 1925年（大正14年）1月1日 - 生実浜野村が生浜村と改称する。
- 1928年（昭和3年）11月10日 - 生浜村が町制を施行し生浜町となる。
- 1939年（昭和14年）4月1日 - 土気本郷町が土気町に改称。
- 1955年（昭和30年）2月11日 - 生浜町、椎名村、誉田村が千葉市に編入される。
- 1969年（昭和44年）7月15日 - 土気町が千葉市に編入される。
- 1992年（平成4年）4月1日 - 千葉市の政令指定都市移行に伴い当区を設置。

## 町名
緑区では、住居表示に関する法律に基づく住居表示が実施されていない。
| 町名               | 町名読み             | 住居表示実施年月日 | 住居表示実施直前町名 | 備考                                      |
| ------------------ | -------------------- | ------------------ | -------------------- | ----------------------------------------- |
| あすみが丘一丁目   | あすみがおか         |                    |                      | 1996年7月27日に区画整理により町名地番変更 |
| あすみが丘二丁目   | あすみがおか         |                    |                      | 1996年7月27日に区画整理により町名地番変更 |
| あすみが丘三丁目   | あすみがおか         |                    |                      | 1996年7月27日に区画整理により町名地番変更 |
| あすみが丘四丁目   | あすみがおか         |                    |                      | 1996年7月27日に区画整理により町名地番変更 |
| あすみが丘五丁目   | あすみがおか         |                    |                      | 1996年7月27日に区画整理により町名地番変更 |
| あすみが丘六丁目   | あすみがおか         |                    |                      | 1996年7月27日に区画整理により町名地番変更 |
| あすみが丘七丁目   | あすみがおか         |                    |                      | 1996年7月27日に区画整理により町名地番変更 |
| あすみが丘八丁目   | あすみがおか         |                    |                      | 1996年7月27日に区画整理により町名地番変更 |
| あすみが丘九丁目   | あすみがおか         |                    |                      | 1996年7月27日に区画整理により町名地番変更 |
| あすみが丘東一丁目 | あすみがおかひがし   |                    |                      | 2010年8月2日に区画整理により町名地番変更  |
| あすみが丘東二丁目 | あすみがおかひがし   |                    |                      | 2010年8月2日に区画整理により町名地番変更  |
| あすみが丘東三丁目 | あすみがおかひがし   |                    |                      | 2010年8月2日に区画整理により町名地番変更  |
| あすみが丘東四丁目 | あすみがおかひがし   |                    |                      | 2010年8月2日に区画整理により町名地番変更  |
| あすみが丘東五丁目 | あすみがおかひがし   |                    |                      | 2010年8月2日に区画整理により町名地番変更  |
| 板倉町             | いたくらちょう       |                    |                      |                                           |
| 大金沢町           | おおかねざわちょう   |                    |                      |                                           |
| 大木戸町           | おおきどちょう       |                    |                      |                                           |
| 大椎町             | おおじちょう         |                    |                      |                                           |
| 大高町             | おおたかちょう       |                    |                      |                                           |
| 落井町             | おちいちょう         |                    |                      |                                           |
| 越智町             | おちちょう           |                    |                      |                                           |
| 小山町             | おやまちょう         |                    |                      |                                           |
| 大野台一丁目       | おおのだい           |                    |                      |                                           |
| 大野台二丁目       | おおのだい           |                    |                      |                                           |
| おゆみ野一丁目     | おゆみの             |                    |                      | 2001年6月23日に区画整理により町名地番変更 |
| おゆみ野二丁目     | おゆみの             |                    |                      | 2001年6月23日に区画整理により町名地番変更 |
| おゆみ野三丁目     | おゆみの             |                    |                      | 2001年6月23日に区画整理により町名地番変更 |
| おゆみ野四丁目     | おゆみの             |                    |                      | 2001年6月23日に区画整理により町名地番変更 |
| おゆみ野五丁目     | おゆみの             |                    |                      | 2001年6月23日に区画整理により町名地番変更 |
| おゆみ野六丁目     | おゆみの             |                    |                      | 2001年6月23日に区画整理により町名地番変更 |
| おゆみ野中央一丁目 | おゆみのちゅうおう   |                    |                      | 2001年6月23日に区画整理により町名地番変更 |
| おゆみ野中央二丁目 | おゆみのちゅうおう   |                    |                      | 2001年6月23日に区画整理により町名地番変更 |
| おゆみ野中央三丁目 | おゆみのちゅうおう   |                    |                      | 2001年6月23日に区画整理により町名地番変更 |
| おゆみ野中央四丁目 | おゆみのちゅうおう   |                    |                      | 2001年6月23日に区画整理により町名地番変更 |
| おゆみ野中央五丁目 | おゆみのちゅうおう   |                    |                      | 2001年6月23日に区画整理により町名地番変更 |
| おゆみ野中央六丁目 | おゆみのちゅうおう   |                    |                      | 2001年6月23日に区画整理により町名地番変更 |
| おゆみ野中央七丁目 | おゆみのちゅうおう   |                    |                      | 2001年6月23日に区画整理により町名地番変更 |
| おゆみ野中央八丁目 | おゆみのちゅうおう   |                    |                      | 2001年6月23日に区画整理により町名地番変更 |
| おゆみ野中央九丁目 | おゆみのちゅうおう   |                    |                      | 2001年6月23日に区画整理により町名地番変更 |
| おゆみ野南一丁目   | おゆみのみなみ       |                    |                      | 2001年6月23日に区画整理により町名地番変更 |
| おゆみ野南二丁目   | おゆみのみなみ       |                    |                      | 2001年6月23日に区画整理により町名地番変更 |
| おゆみ野南三丁目   | おゆみのみなみ       |                    |                      | 2001年6月23日に区画整理により町名地番変更 |
| おゆみ野南四丁目   | おゆみのみなみ       |                    |                      | 2001年6月23日に区画整理により町名地番変更 |
| おゆみ野南五丁目   | おゆみのみなみ       |                    |                      | 2001年6月23日に区画整理により町名地番変更 |
| おゆみ野南六丁目   | おゆみのみなみ       |                    |                      | 2001年6月23日に区画整理により町名地番変更 |
| おゆみ野有吉       | おゆみのありよし     |                    |                      | 2001年6月23日に区画整理により町名地番変更 |
| 刈田子町           | かりたごちょう       |                    |                      |                                           |
| 鎌取町             | かまとりちょう       |                    |                      |                                           |
| 上大和田町         | かみおおわだちょう   |                    |                      |                                           |
| 小金沢町           | こかねざわちょう     |                    |                      |                                           |
| 椎名崎町           | しいなざきちょう     |                    |                      |                                           |
| 下大和田町         | しもおおわだちょう   |                    |                      |                                           |
| 大膳野町           | だいぜんのちょう     |                    |                      |                                           |
| 高田町             | たかだちょう         |                    |                      |                                           |
| 高津戸町           | たかつどちょう       |                    |                      |                                           |
| 土気町             | とけちょう           |                    |                      |                                           |
| 富岡町             | とみおかちょう       |                    |                      |                                           |
| 中西町             | なかにしちょう       |                    |                      |                                           |
| 東山科町           | ひがしやましなちょう |                    |                      |                                           |
| 平川町             | ひらかわちょう       |                    |                      |                                           |
| 平山町             | ひらやまちょう       |                    |                      |                                           |
| 古市場町           | ふるいちばちょう     |                    |                      |                                           |
| 辺田町             | へたちょう           |                    |                      |                                           |
| 誉田町一丁目       | ほんだちょう         |                    |                      |                                           |
| 誉田町二丁目       | ほんだちょう         |                    |                      |                                           |
| 誉田町三丁目       | ほんだちょう         |                    |                      |                                           |
| 茂呂町             | もろちょう           |                    |                      |                                           |
| 小食土町           | やさしどちょう       |                    |                      |                                           |

## 人口
- 1995年　 82,780
- 2000年　101,829
- 2005年　112,850
- 2010年　121,921
- 2015年　126,848

## 行政

### 区役所
- 千葉市緑区おゆみ野三丁目15番地3

### 警察・消防
- 千葉南警察署
  - 学園前駅前交番
  - 鎌取駅前交番
  - 土気駅前交番
  - 誉田交番
  - あすみが丘駐在所
- 千葉市緑消防署

## 地域

### 施設

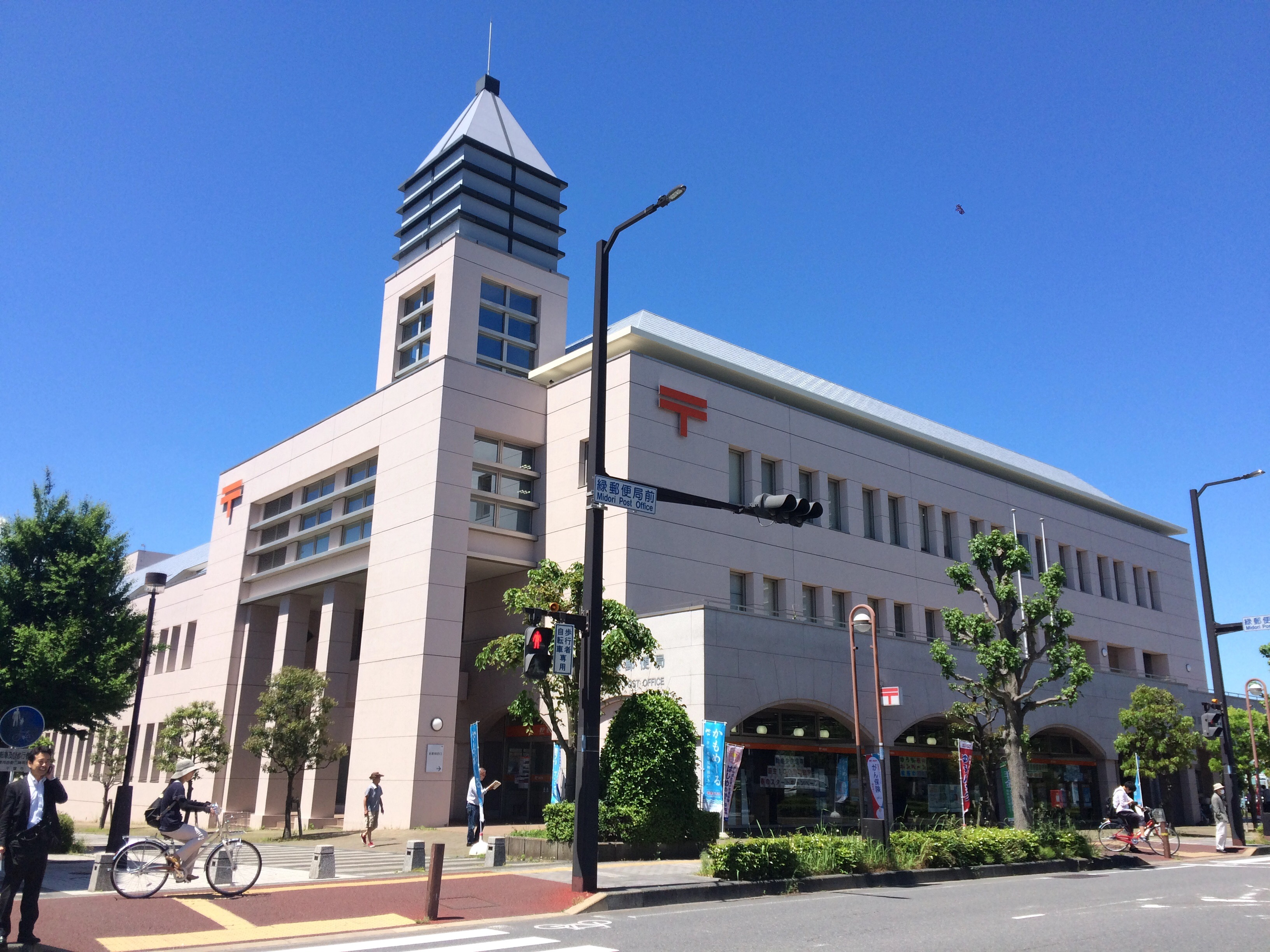
千葉緑郵便局

- 千葉土気緑の森工業団地
- 千葉市土気あすみが丘プラザ
- 緑図書館
- 千葉緑郵便局

#### 主要な商業施設

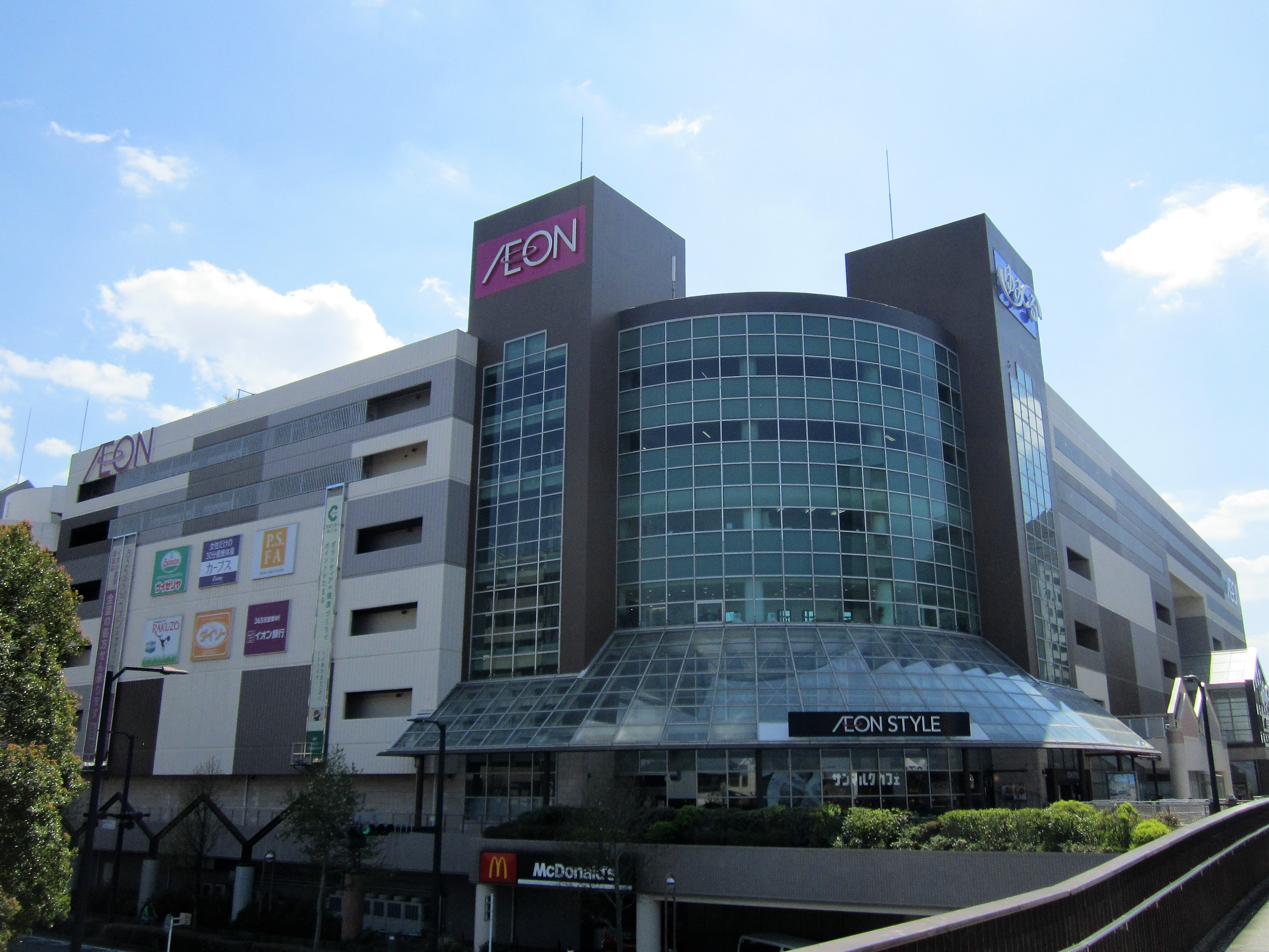
ゆみーる鎌取ショッピングセンター

- あすみが丘ブランニューモール
- あすみが丘バーズモール
- イオンタウンおゆみ野
- ゆみーる鎌取ショッピングセンター
- MrMaxおゆみ野ショッピングセンター

### 住宅団地
- あすみが丘
  - ワンハンドレッドヒルズ
- あすみが丘東
- 大木戸台団地
- 大椎台団地
- 越智はなみずき台
- おゆみ野
  - おゆみ野第一団地
  - おゆみ野第二団地
- 古市場第一団地
- 古市場第二団地
- 古市場第三団地
- 誉田町
  - 誉田1丁目団地
  - 誉田2丁目団地
  - 誉田2丁目第2団地

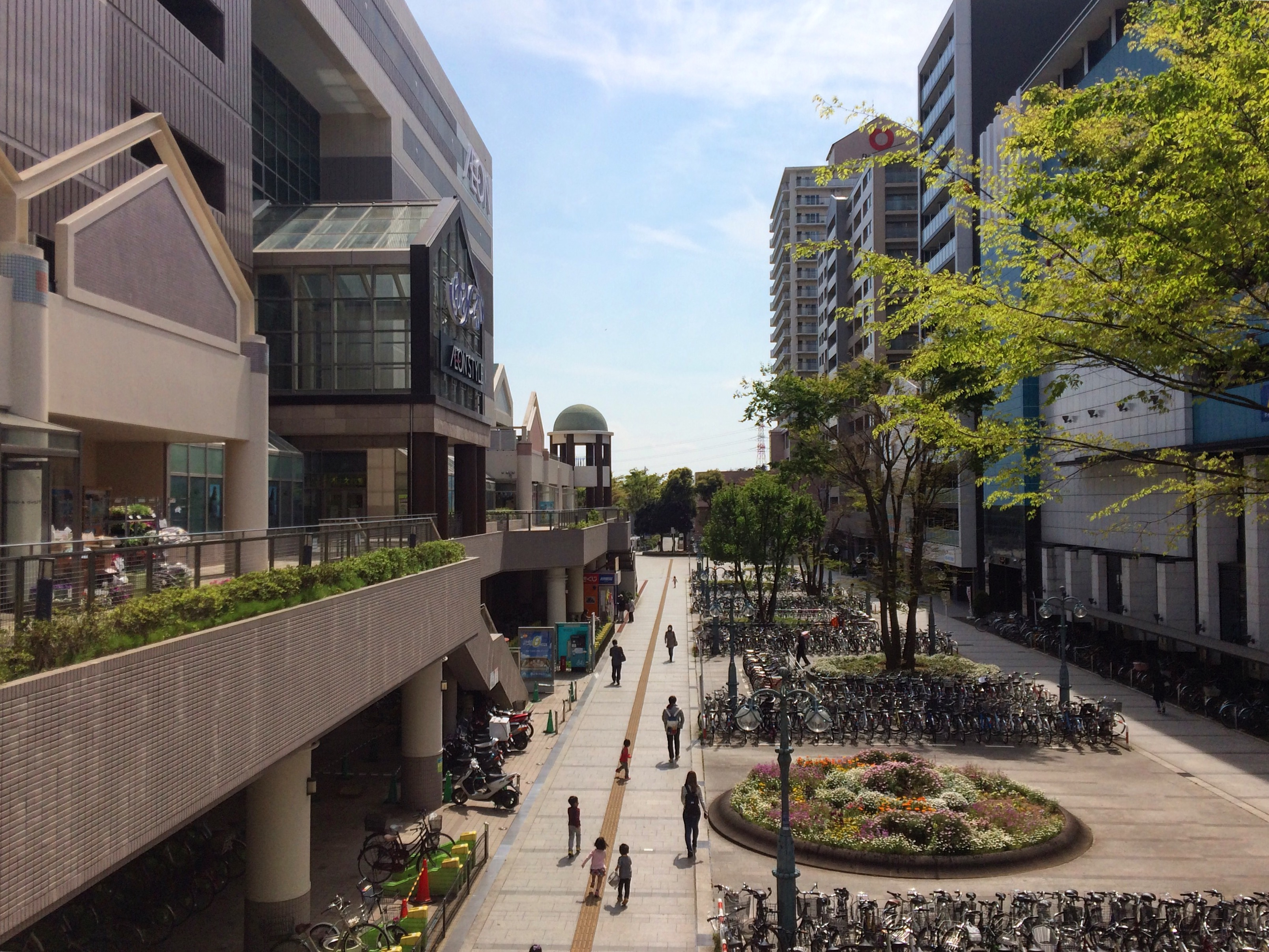
おゆみ野センターモール

    - 誉田2丁目団地と2丁目第2団地は、小規模（2丁目団地：4棟、2丁目第2団地：1棟）であるため、自治会は、合同自治会制を採用している。

### 工業団地
- 千葉土気緑の森工業団地（大野台）
- ネクストコア千葉誉田（誉田）

### 医療

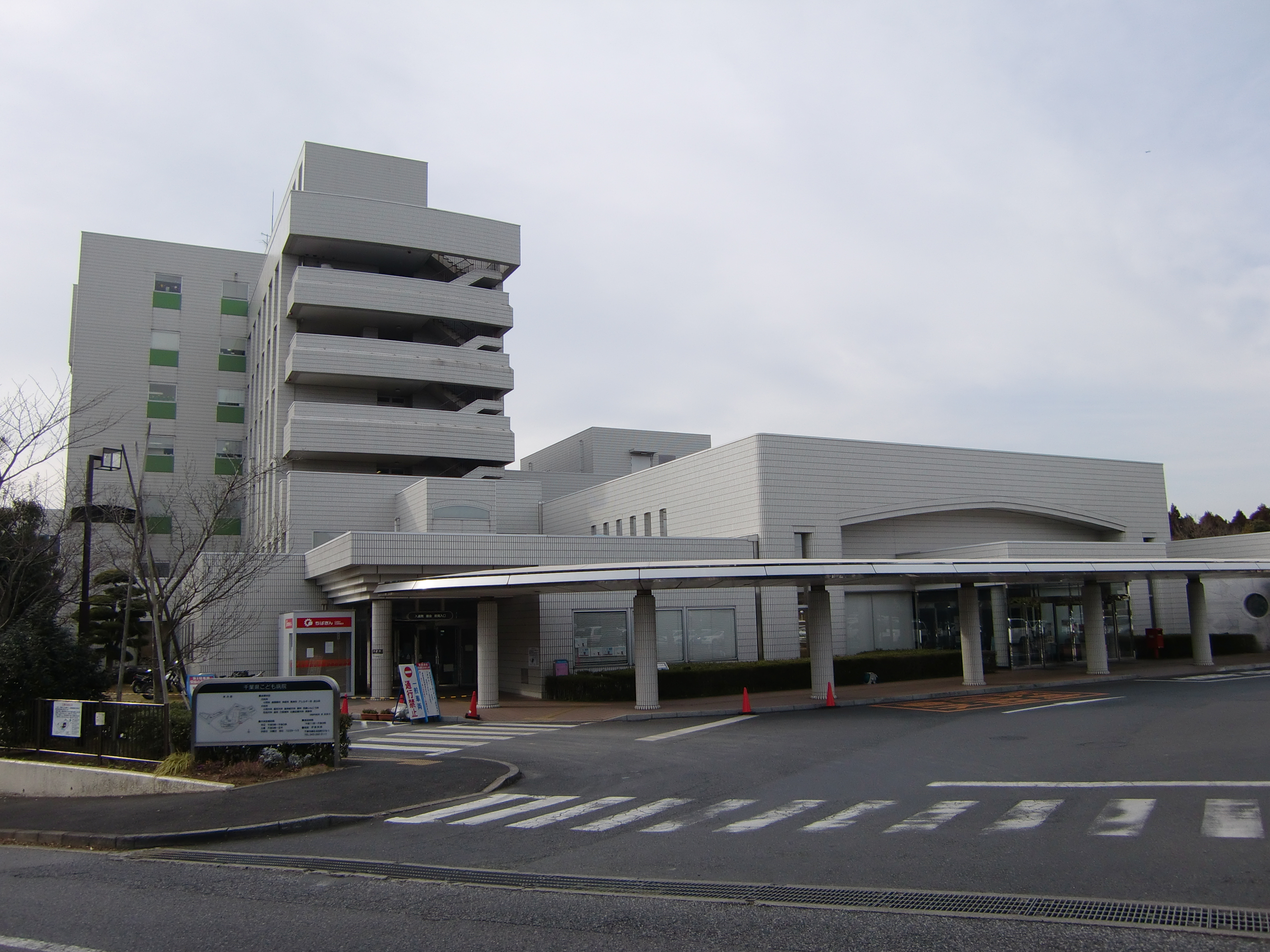
千葉県こども病院（緊急指定病院）

- 区内の緊急指定病院
  - 千葉県こども病院
- 区内の医療機関
  - 国立病院機構下総精神医療センター
  - 千葉県千葉リハビリテーションセンター
  - おゆみの中央病院
  - 鏡戸病院
  - 千葉南病院
  - みどりのは葉記念病院

### 教育

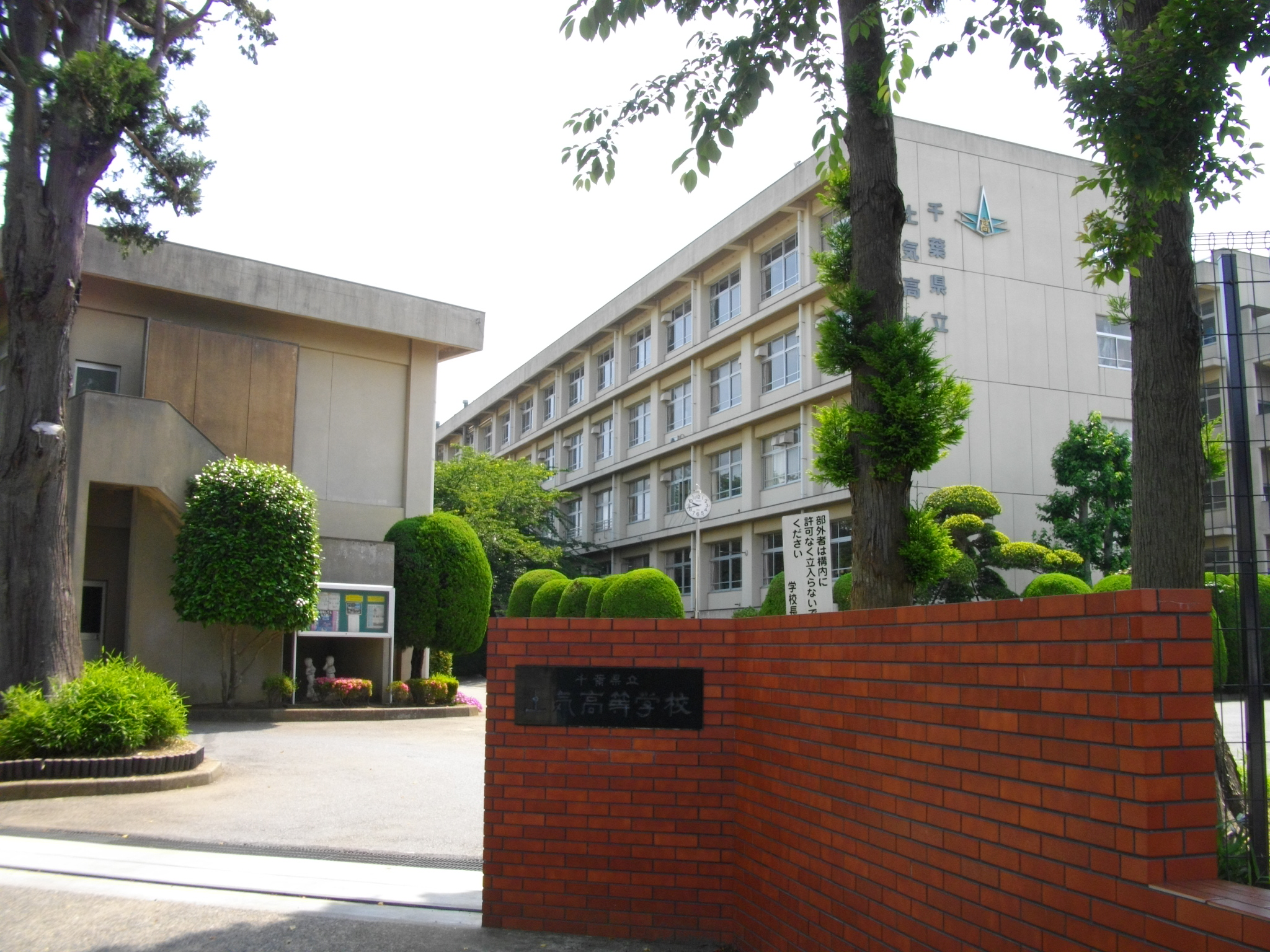
千葉県立土気高等学校

#### 高等学校
- 千葉県立土気高等学校

#### 中学校
- 千葉市立有吉中学校
- 千葉市立泉谷中学校
- 千葉市立大椎中学校
- 千葉市立越智中学校
- 千葉市立おゆみ野南中学校
- 千葉市立土気中学校
- 千葉市立土気南中学校
- 千葉市立誉田中学校

#### 小学校
| - 千葉市立あすみが丘小学校 - 千葉市立有吉小学校 - 千葉市立泉谷小学校 - 千葉市立扇田小学校 - 千葉市立大木戸小学校 - 千葉市立大椎小学校 - 千葉市立越智小学校 - 千葉市立おゆみ野南小学校 | - 千葉市立金沢小学校 - 千葉市立小谷小学校 - 千葉市立椎名小学校 - 千葉市立土気小学校 - 千葉市立土気南小学校 - 千葉市立平山小学校 - 千葉市立誉田小学校 - 千葉市立誉田東小学校 |

#### 特別支援学校
- 千葉県立千葉聾学校
- 千葉県立袖ケ浦特別支援学校

#### 公共職業能力開発施設
- 千葉県立障害者高等技術専門校（職業能力開発促進法に基づく障害者職業能力開発校）

### 郵便番号
政令指定都市施行前の郵便番号は、266地域が280-02、267地域が299-31だった。

### 市外局番
千葉市編入後も土気地区は、1989年まで、旧山武郡土気町の市外局番04757（市内局番は4）が使用されていたが、3ケタ化する前の0472（市内局番94または95）を経て、現在は043（市内局番205,294,295,308）に統一されている（鎌取駅より東側、平山地区の一部の市内局番は、291,292,293,300,308,312,488,497）。

## 交通

### 鉄道
中心駅:鎌取駅
東日本旅客鉄道（JR東日本）
- ■ 外房線 : - 鎌取駅 - 誉田駅 - 土気駅 -

京成電鉄
- 千原線 : - 学園前駅 - おゆみ野駅 -

### バス路線

#### 高速バス
- 羽田空港ルート（京成バス千葉イースト・東京空港交通）
  - 大網 - 土気駅南口 - 誉田駅南口 - 鎌取駅北口⇔羽田空港第1ターミナル - 羽田空港第2ターミナル（東京湾アクアライン経由）
- マイタウンライナー
  - おゆみ野駅、学園前駅 - 東京駅、銀座駅（平和交通、西岬観光）

#### 路線バス
- 京成バス千葉イースト
- 小湊鉄道
- 平和交通

### 道路
高速道路
- 首都圏中央連絡自動車道（圏央道）[注 2]
- 千葉東金道路
  - - 高田IC -

有料道路
- 千葉外房有料道路（2007年4月より鎌取 - 誉田間、2023年1月末に誉田 - 茂原間が無料化されたことにより、有料道路ではなくなった。）
  - （鎌取IC - ）誉田IC - 大野料金所 - 大木戸IC - 大野PA - 板倉IC -

一般県道
- 千葉県道20号千葉大網線（大網街道）
- 千葉県道14号千葉茂原線（茂原街道）
- 千葉県道67号生実本納線（旧・千葉外房有料道路）

## 名所・旧跡・観光スポット・祭事・催事

### 名所・旧跡・観光スポット
- 有吉日枝神社
- 金城寺
- 善勝寺
- 東光院
- 生実城跡
- 小弓城跡 - 中央区に跨る小弓公方の本拠地
- 有吉城跡
- 平山城跡
- 大椎城跡
- 土気城跡
- 千葉市昭和の森公園 - 大会開催実績：千葉クロスカントリー大会
- 泉谷公園
- 有吉公園
- 大百池公園
- 四季の道 - 春・夏・秋・冬をテーマにした、おゆみ野地区内を一周する遊歩道。
- ゴルフ場
  - 東急セブンハンドレッドクラブ - 大会開催実績：富士通レディース
  - 袖ヶ浦カンツリークラブ - 大会開催実績：ブリヂストンオープンゴルフトーナメント→中京テレビ・ブリヂストンレディスオープン
- ホキ美術館

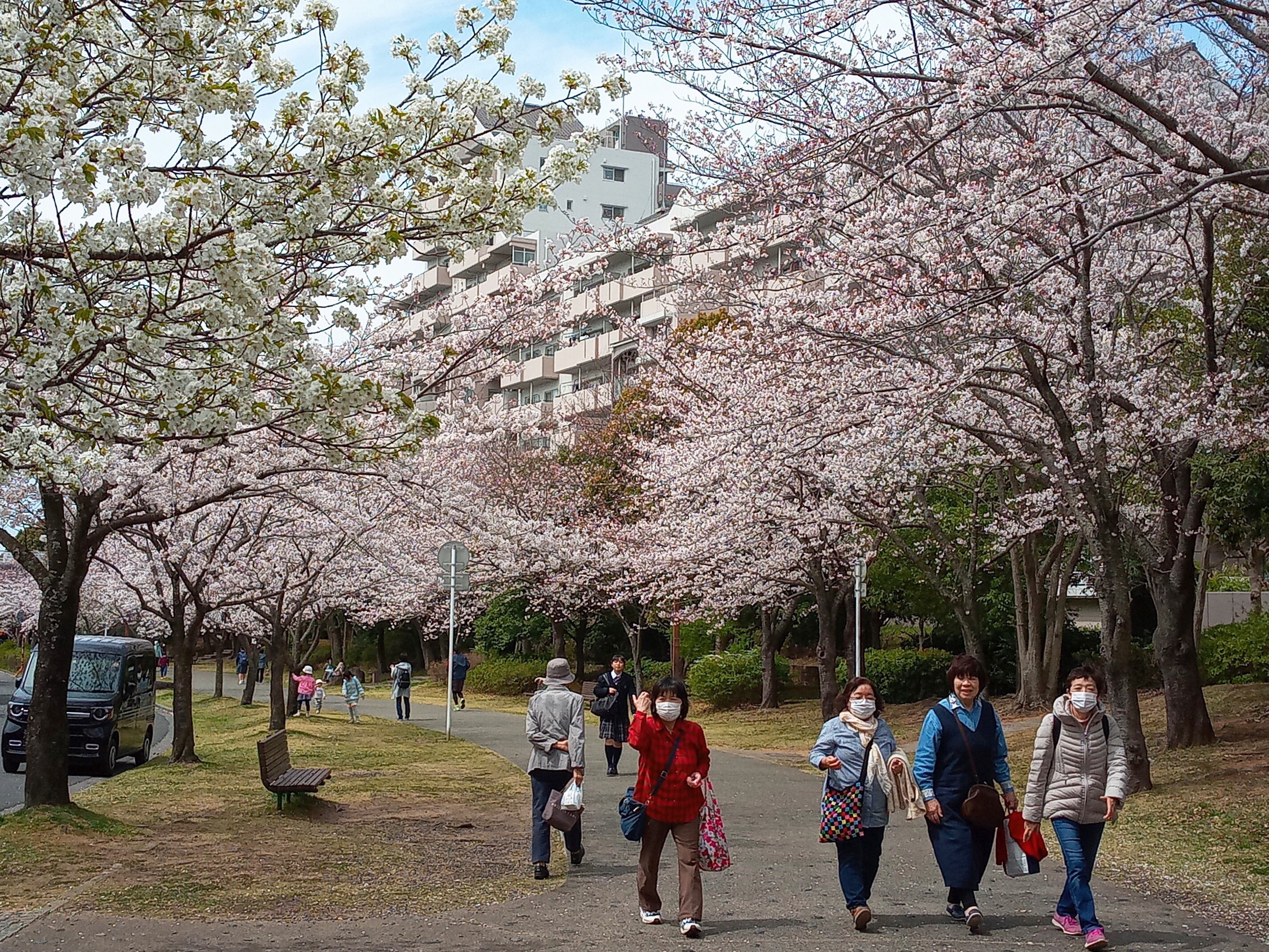
春の道（四季の道）
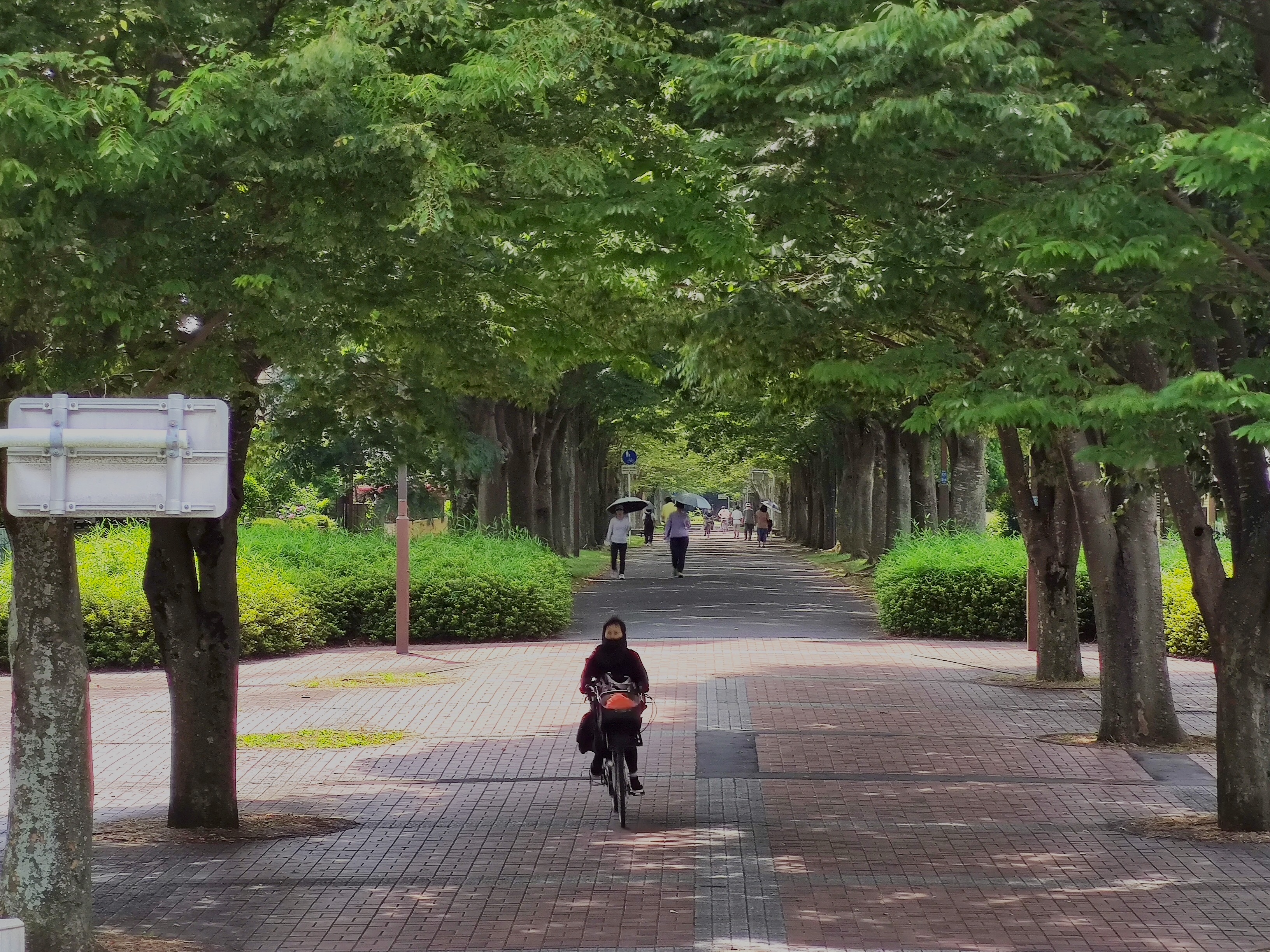
夏の道（四季の道）
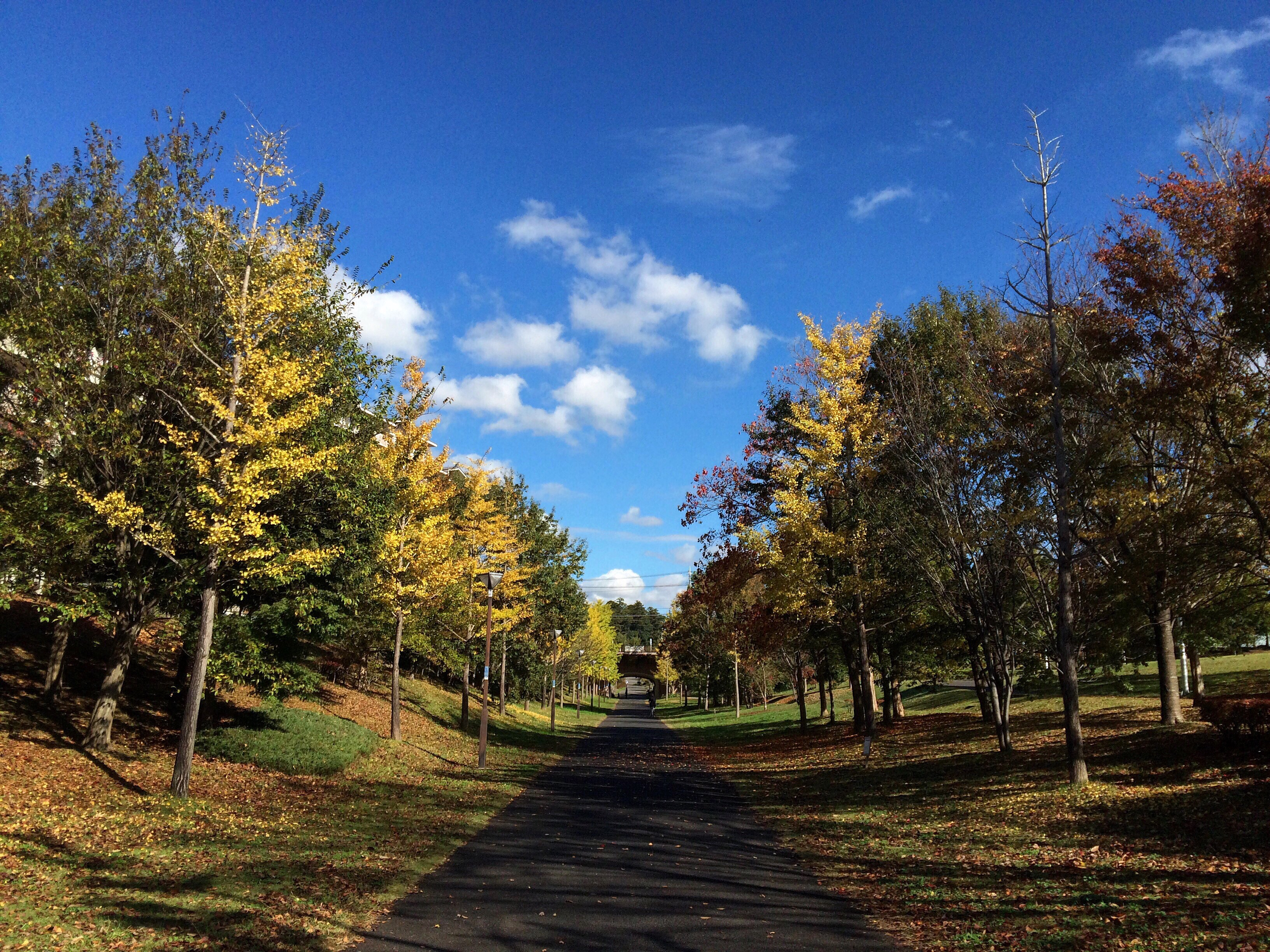
秋の道（四季の道）
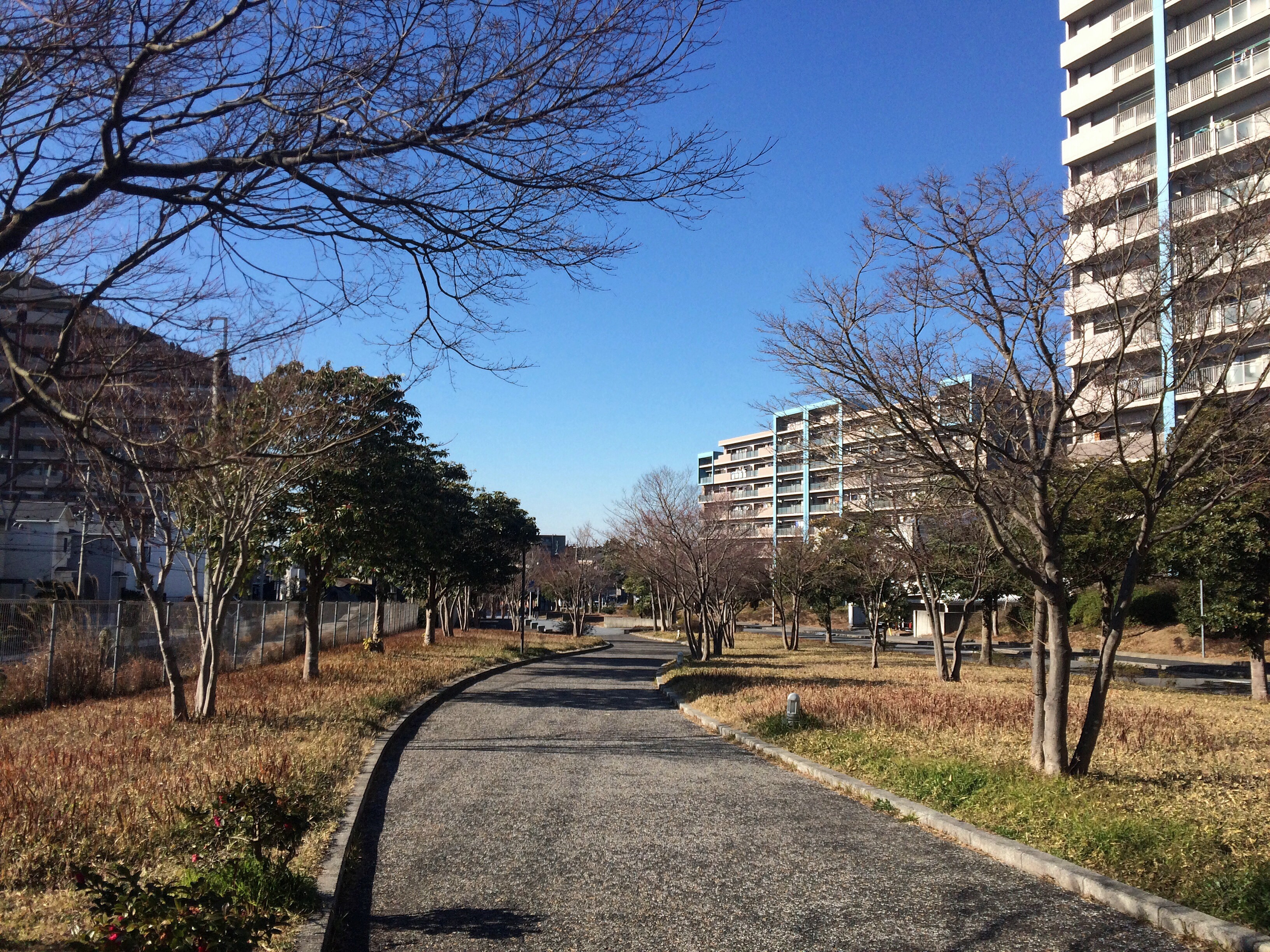
冬の道（四季の道）

### 祭事・催事
- 緑区ふるさとまつり[5]

## 出身著名人
- 本宮ひろ志 - 漫画家
- 藤島康介 - 漫画家
- 野間美由紀 - 漫画家
- ときた洸一 - 漫画家
- 岡本昌弘 - サッカー選手
- 柏原兵三 - 作家
- 原田哲也 - 元オートバイ・ロードレースライダー
- 中江利忠 - 朝日新聞社顧問・元社長
- 近藤健介 - プロ野球選手